# Бельское (Московская область)
Бельское — деревня в Талдомском районе Московской области Российской Федерации, в составе сельского поселения Гуслевское. Население — 16 чел. (2010).

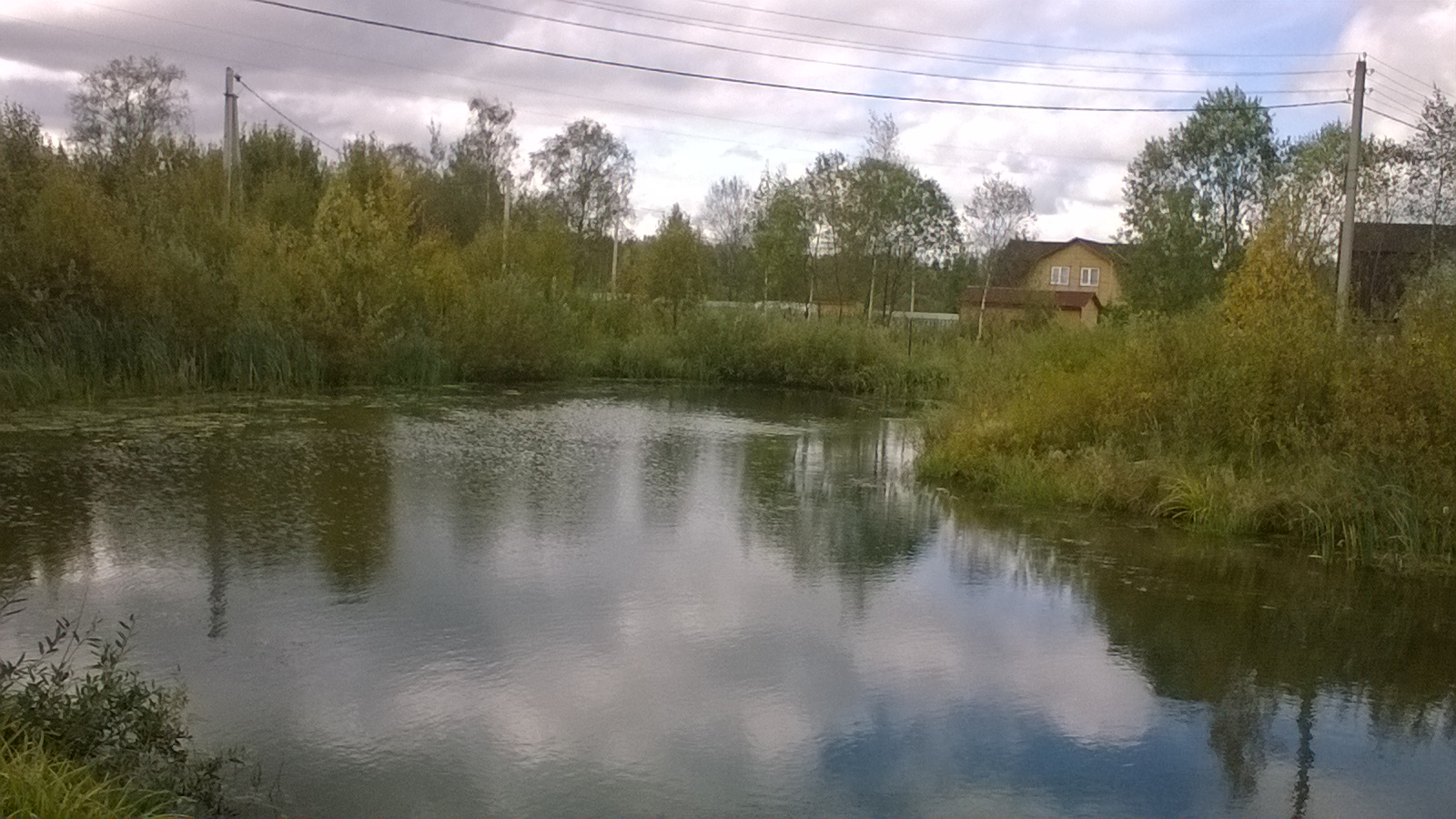
Озеро за магазином и далее — улица Центральная

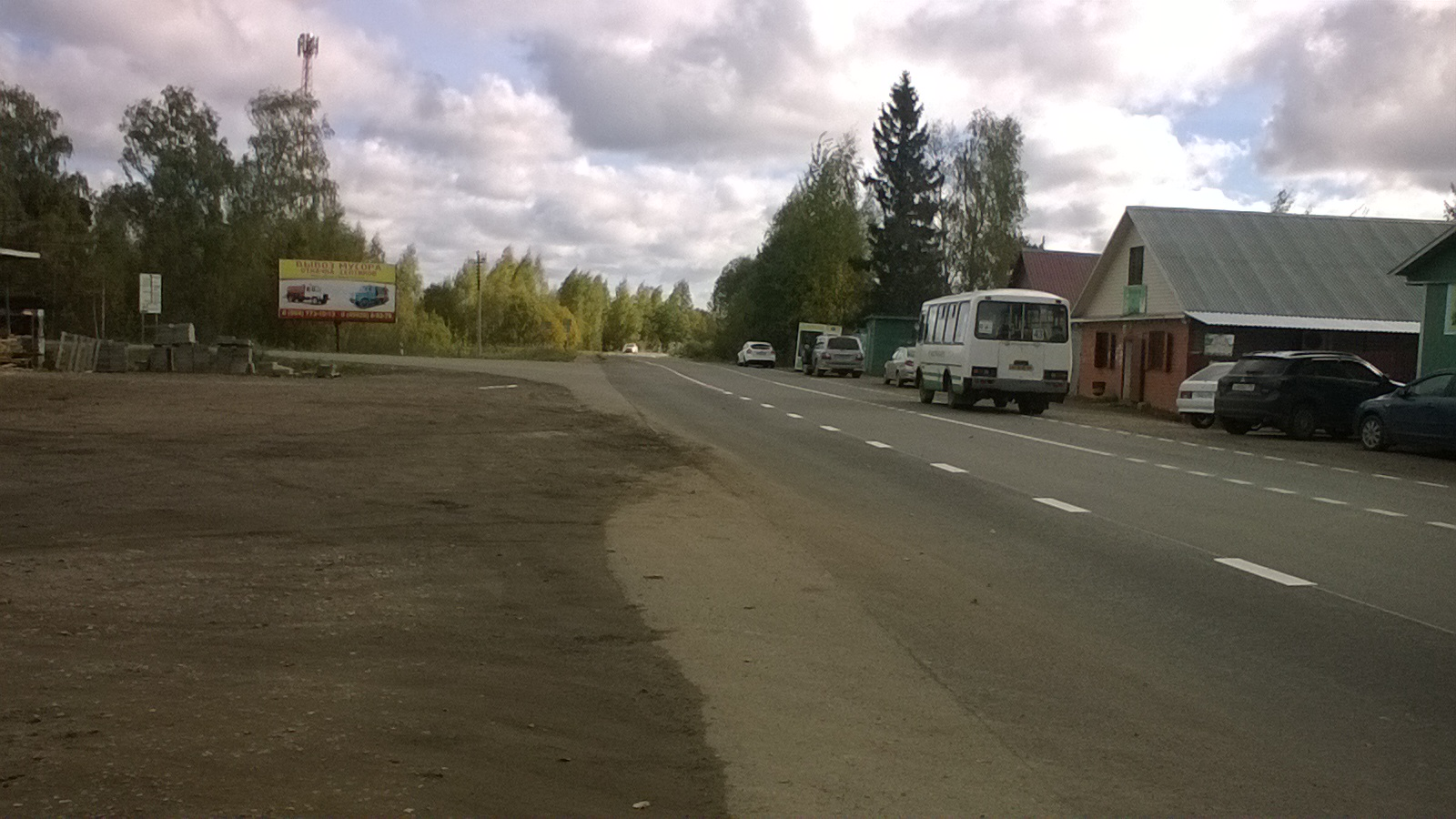
Прямо — въезд в Бельское. Справа магазин «Юлия», магазин хозтовары и стройматериалы.

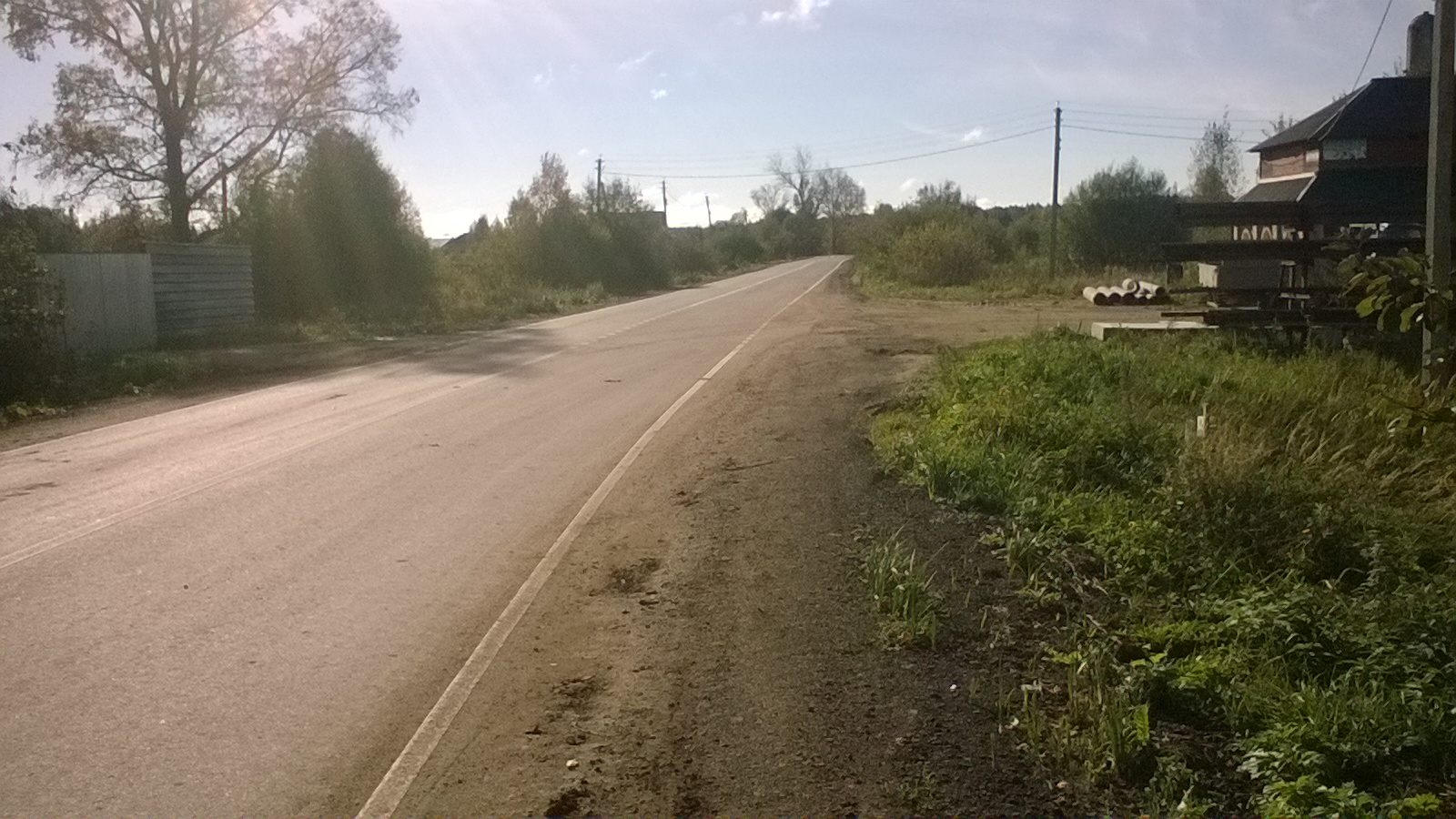
«Центр» Бельского, справа улица Центральная.

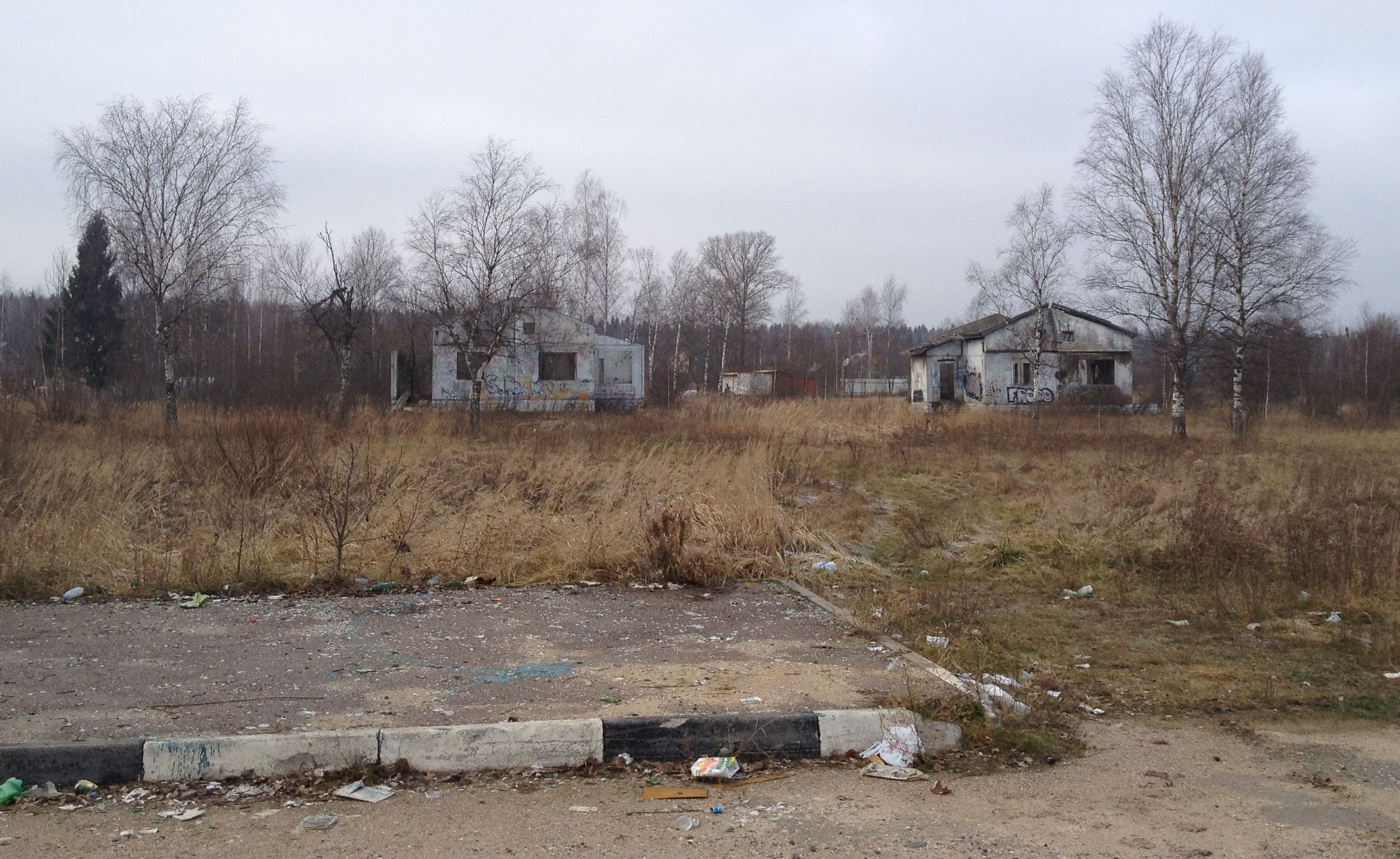
Недостроенные панельные дома на улице Центральной

Непосредственно рядом с деревней расположены несколько садовых товариществ: «Сокольники», «Строитель», «Восход», «Энтузиаст», «Северный» и «Тимирязевец». Также от деревни начинается дорога, ведущая к множеству товариществ, расположенных на месте бывших торфоразработок. В самой деревне работают несколько продовольственных и хозяйственно-строительных магазинов. На повороте с трассы Р112 в сторону деревни находится автозаправка «Лукойл».
В последние годы появились новые жители и новые дома. Появилось постоянное автобусное сообщение и асфальтированная дорога. Летом население деревни увеличивается в несколько раз.

## История
Деревня возникла в 1930-х годах как посёлок торфоразработчиков на юго-западной окраине Бельского болота, что и обусловило его название. В 1935 году была открыта узкоколейная железная дорога к Фарфоровому заводу в Вербилках. Первоначально она использовалась, в основном, для доставки на завод торфа, затем — для межцеховых грузовых перевозок. Основная линия, протяжённостью около 14 км, соединила завод с Бельским торфомассивом, где и был построен посёлок торфяников Бельское. Доставленный по узкоколейной железной дороге торф в то время был основным топливом на заводе и в котельных посёлка Вербилки. Ориентировочная дата ликвидации «торфовозной» линии узкоколейной железной дороги — начало 1960-х годов.

## Население
| 2002 | 2006 | 2010 |
| ---- | ---- | ---- |
| 37   | ↘29  | ↘16  |

## Транспорт
Бельское имеет автобусное сообщение с посёлком Вербилки и городом Талдом.